# Pon-Karidjatou Traoré
Pon-Karidjatou Traoré (* 9. Januar 1986) ist eine burkinische Leichtathletin, die sich auf den Sprint spezialisiert hat.

## Sportliche Laufbahn
Erste Erfahrungen bei internationalen Meisterschaften sammelte Pon-Karidjatou Traoré im Jahr 2005, als sie bei den Juniorenafrikameisterschaften in Tunis in 24,89 s den vierten Platz im 200-Meter-Lauf belegte und im Dreisprung mit einer Weite von 12,47 m die Bronzemedaille gewann. Anschließend schied sie bei den Spielen der Frankophonie mit 25,33 s in der Vorrunde aus und gewann mit der burkinischen 4-mal-100-Meter-Staffel in 45,99 s die Bronzemedaille hinter den Teams aus Frankreich und der Elfenbeinküste. Erst 2013 trat sie wieder bei einer Meisterschaft an, erneut den Spielen der Frankophonie, die diesmal in Nizza stattfanden. Dort belegte sie in 25,10 s den siebten Platz über 200 m und schied im 100-Meter-Lauf mit 12,15 s in der ersten Runde aus. Im Jahr darauf gelangte sie bei den Afrikameisterschaften in Marrakesch mit 11,60 s auf den fünften Platz über 100 m. 2015 nahm sie an den Afrikaspielen in Brazzaville teil und gewann dort in 11,49 s die Bronzemedaille über 100 m hinter der Ivorerin Marie-Josée Ta Lou und Eunice Kadogo aus Kenia. Zudem schied sie über 200 m mit 23,75 s im Halbfinale aus. 2016 beendete sie vorläufig ihre Karriere, trat aber 2021 bei einigen nationalen Meeting in Frankreich an.

## Persönliche Bestzeiten
- 100 Meter: 11,47 s (+1,7 m/s), 29. Juli 2015 in Castres (burkinischer Rekord)
  - 60 Meter (Halle): 7,48 s, 8. Februar 2014 in Aubière (burkinischer Rekord)
- 200 Meter: 23,69 s (+0,8 m/s), 16. September 2015 in Brazzaville
  - 200 Meter (Halle): 25,22 s, 9. März 2013 in Nogent-sur-Oise
- Dreisprung: 12,67 m, 9. April 2015 in Ouagadougou